# 龙光塔
31°34′50″N 120°16′15″E / 31.58049°N 120.27088°E
龙光塔，是一座位于中华人民共和国江苏省无锡市锡惠公园内锡山顶峰的宝塔。是无锡的地标性建筑、无锡市文物保护单位。

## 沿革
龙光塔为八角七层砖塔，塔高32.3米、厚1.8米，为楼阁式砖混结构。明初无锡县锡山即有石塔，后毁。正德年间，顾鼎臣游览锡山、惠山后，建议在锡山建石塔。嘉靖元年（1522年），顾懋章父子复建实心石塔。嘉靖二十三年殿试，无锡吴情初步确定为状元，后因其名与“无情”音仿，嘉靖帝认为不可，将其降为第三名（探花）。无锡民众听闻后，认为此事归罪于实心塔，称“龙角用以听，必须空其中”。因此万历四年（1576年），当地重建为七层八角楼阁式砖塔，并当时常州府知府施观民取名为“龙光塔”，并由王问题写塔名，嵌于塔三层东外墙。清朝康熙、雍正、道光年间三次重修。同治四年（1865年）十月十五日，因爆发火灾，古塔遭到严重毁坏。民国年间，龙光寺重建古塔。民国十九年（1930年）荣德生等人再度捐款重修，内部改为混凝土。中华人民共和国成立后，此塔曾被雷击，1952年、1975年重修。1983年11月21日，无锡市人民政府公布其为无锡市级文物保护单位。